# Godfrey Weitzel
Gottfried Weitzel, né le 1er novembre 1835 à Winzeln mort le 19 mars 1884 à Philadelphie, est un major-général de l’armée de l'Union pendant la Guerre de Sécession, ainsi que le maire intérimaire de La Nouvelle-Orléans pendant l’occupation de la ville par les troupes fédérales.

## Avant la guerre
Fils des émigrants allemands aux États-Unis Louis Weitzel et de Suzanne Krummel, Weitzel effectue ses premières études à Cincinnati. Il sort 2e sur 34 dans la promotion 1855 de l'académie militaire de West Point, où il fait montre de solides compétences en mathématiques et en ingénierie. Il est breveté second lieutenant le 1er juillet 1855. Le 1er novembre 1855, il  est sous les ordres du capitaine et commandant breveté P. G. T. Beauregard en tant qu'adjoint pour la construction et la réparation des fortifications de Louisiane. Il est promu second lieutenant le 27 juillet 1856. D’abord affecté à l’amélioration des défenses de La Nouvelle-Orléans, il retourne en 1859 à West Point comme professeur adjoint de génie civil et militaire.
Le 3 novembre 1859, il épouse Louisa C. Maure, de Cincinnati, mais elle meurt brûlée trois semaines plus tard. Promu au grade de premier lieutenant de la première promotion d’ingénieurs en 1860, il est réaffecté, en 1861, à Washington au Génie, où sa compagnie assure la sécurité lors de l’inauguration du président Abraham Lincoln le 4 mars 1861.

## Guerre de Sécession
Au début de la guerre de Sécession, il est affecté à la construction de diverses défenses, y compris à Cincinnati et à Washington, ainsi qu’à l’armée du Potomac du général McClellan, à la fin 1861.En avril 1861, il est affecté au fort Pickens, Floride, où il traversera clandestinement la baie par deux fois pour mener des missions de reconnaissance dans les lignes confédérées. Le 1er octobre 1861, il est affecté dans le département de l'Ohio sous les ordres du général Mitchel. Le 10 décembre 1861, il est affecté à l'armée du Potomac où il travaille pour les ponts flottants. Il était attaché comme ingénieur en chef du département du Golfe à l’état-major du major-général Butler. Lors de la prise de La Nouvelle-Orléans par les troupes fédérales, Weitzel devient chef militaire adjoint et maire suppléant.
Promu au grade de brigadier général des volontaires le 29 août 1862, il met, deux mois plus tard, une grande force ennemie en déroute à Labadieville en Louisiane lors, ce qui lui vaut d'être breveté commandant dans l’armée régulière pour bravoure et service méritoire lors de la bataille de Thibodeaux le 27 octobre 1862. Il est promu capitaine des ingénieurs le 3 mars 1863. Il commande l’avance dans les opérations du major-général Banks dans l’ouest de la Louisiane en avril et mai 1863 et une division au siège de Port-Hudson. Il est breveté lieutenant-colonel dans l’armée régulière « pour service vaillant et méritoire au siège de Port-Hudson » le 8 juillet 1863.
Il assure le commandement du 18e corps de septembre 1864 jusqu’à la fin de l’année, avant d'être breveté colonel dans l’armée régulière pour bravoure et service méritoire la prise de Fort Harrison. Le 17 novembre 1864, il est promu major-général des volontaires et affecté au commandement du 25e Corps composé de troupes américaines de couleur aux officiers blancs. Il prit part aux attaques manquées de la première bataille de Fort Fisher. Quand son supérieur, le général Butler, fut relevé de son commandement, il fut réaffecté avec son corps en Virginie.
Le 6 janvier 1865, il épouse, lors d’une permission à Cincinnati, Louise Bogen. Dans les derniers mois de la guerre, le général Grant le nomme au commandement de toutes les troupes fédérales du nord de l’Appomattox durant les dernières opérations contre l’armée de Virginie du Nord du général Lee.
Le 13 mars 1865, il est breveté brigadier général pour bravoure et service méritoire lors de la campagne qui se termine par la reddition de l'armée insurgente sous les ordres du général Robert E. Lee et major général pour bravoure et service méritoire sur le champ lors de la guerre.
Ayant pris possession de Richmond, la capitale de la Confédération, le 3 avril 1865, il établit son quartier général dans la maison de Jefferson Davis. La première levée des couleurs de l’Union sur la ville après sa chute est attribuée à son aide de camp, le lieutenant Johnston de Peyster.

## Après la guerre
Godfrey Weitzel est breveté major général des volontaires le 26 août 1864 pour service méritoire et distingué pendant la guerre. Affecté au commandement du district de Rio Grande au Texas jusqu’en 1866, il est affecté au service bénévole le 1er mars, avant de revenir à son grade dans l’armée régulière, puis d’être promu au grade de commandant du Génie le 8 août 1866 dans l’année et lieutenant-colonel le 23 juin 1882.
À sa mort, de la fièvre typhoïde, Weitzel fut enterré au cimetière Spring Grove de Cincinnati. Sa veuve est morte le 18 août 1927. Seul un des trois enfants qu’il avait eu d’elle a survécu : le premier, Godfrey, est mort né le 26 septembre 1865 ; le deuxième, Blanche Céleste, née le 16 février 1868, est morte de la rougeole le 5 avril ; la troisième, Irene, née le 11 avril 1876, a vécu jusqu’en 1936 et a laissé une descendance.

## Sources
- (en) Cet article est partiellement ou en totalité issu de l’article de Wikipédia en anglais intitulé « Godfrey Weitzel » (voir la liste des auteurs).